# Centorisoma kozlovi
Centorisoma kozlovi är en tvåvingeart som beskrevs av Nartshuk 1965. Centorisoma kozlovi ingår i släktet Centorisoma och familjen fritflugor. Inga underarter finns listade i Catalogue of Life.